# Лаве-ле-Бен
Лаве-ле-Бен — село, що належить до комуни Лаве-Моркль в кантоні Во в Швейцарії. Відоме своїми термальними басейнами.

## Термальні води
Гаряча вода виявлена 1829 року. Дуже швидко уряд кантону закликав інженера і геолога Жана де Шарпантьє здійснити цей перспективний проєкт. У 1833 році були встановлені тимчасові ванні кімнати в очікуванні результатів великого архітектурного конкурсу для будівництва постійного обладнання.
З першого джерела вода фонтанує при 62° С зі швидкістю 400 літрів на хвилину; друга точка (працює з 2000) — поставляє з надр Землі 600 л/хв при 70 °C.
Мінеральні води цих термальних джерел — найгарячіші в Швейцарії. Вода в басейнах досягає температури 28° С влітку і 36° С — взимку.
На курорті споруджений дуже красивий термальний комплекс, у якому різноманітні відкриті басейни, що підсвічуються в вечірній час, зі струменевим масажем, водяними каскадами, лабіринтом з плином, водними ліжками, джакузі, ваннами для масажу ніг.